# Carl Ferdinand Wilhelm Walther
Carl Ferdinand Wilhelm Walther (ur. 25 października 1811 w Langenchursdorfie, zm. 7 maja 1887 w Saint Louis) – niemiecko-amerykański duchowny i teolog luterański, pierwszy prezydent Kościoła Luterańskiego Synodu Missouri.

## Życiorys
Carl Ferdinand Wilhelm Walther urodził się w Langenchursdorfie w Saksonii. 21 listopada 1829 roku podjął studia na Uniwersytecie w Lipsku, które ukończył w 1833 roku. Na uniwersytecie silne byłe tendencje racjonalistyczne, Walther dołączył jednak do niewielkiej grupy głęboko wierzących chrześcijan, a drezdeński pastor Martin Stephan rozwiał jego duchowe wątpliwości. Podczas studiów Walther uznał, że księgi symboliczne luteranizmu są prawdziwym wykładem Pisma Świętego. W latach 1834–1836 był prywatnym nauczycielem w Kahle i Altenburgu. 15 stycznia 1837 roku został ordynowany i przez rok był pastorem parafii w Bräunsdorfie. Jego ortodoksja, stojąca z opozycji wobec racjonalizmu i lokalnych władz, w połączeniu z nieudanymi próbami religijnego ożywienia swojego zboru, sprawiły, że Walther dołączył do grupy Saksończyków udającej się na emigrację do Stanów Zjednoczonych. 5 stycznia 1839 roku jego statek przybił do portu w Nowym Orleanie. Następnie grupa udała się w górę rzeki Missisipi i osiedliła się w St. Louis i hrabstwie Perry w Missouri. 26 kwietnia 1841 roku został pastorem parafii Świętej Trójcy w St. Louis. Od września 1844 roku był redaktorem wydawanego przez jego parafię czasopisma „Der Lutheraner”, mającego na celu integrowanie niemieckiej diaspory luterańskiej w Ameryce. W kwietniu 1847 roku powołano Niemiecki Ewangelicko-Luterański Synod Missouri, Ohio i Innych Stanów. Walther został jego pierwszym prezydentem i był nim do 1850 roku. Został też przełożonym profesorem seminarium teologicznego w St. Louis.
Walther brał udział w sporze z Wilhelmem Löhe, któremu nie odpowiadała demokratyczna organizacja Synodu Missouri. W 1851 roku Synod postanowił wysłać Walthera i F.C.D. Wynekena do Niemiec, by tam znaleźli sposób na uniknięcie potencjalnego rozłamu. Löhe przyklasnął temu pomysłowi. Wysłannicy mieli odwiedzić wszystkich znaczących luteranów w rodzimym kraju, jednak Walther większość czasu spędził w Erlangen, gdzie zbierał materiały uzasadniającego jego sprzeciw wobec poglądów wysokokościelnych reprezentowanych przez J.A.A. Grabaua i Synod Buffalo. W październiku 1851 roku Walther i Löhe spotkali się, by przedstawić swoje poglądy, jednak ich poglądy na temat ordynacji okazały się trudne do pogodzenia. Zjednoczenia amerykańskiego luteranizmu nie udało się osiągnąć.
W 1853 roku Walther założył Towarzystwo Biblijne w St. Louis, którego przewodniczącym był do końca życia. W 1855 założył czasopismo „Lehre und Wehre”. W 1864 roku ponownie został prezydentem Synodu, którym był do 1878 roku. W 1872 roku stanął też na czele konferencji synodalnej skupiającej wszystkich zachodnich luteranów o poglądach zbliżonych do Synodu Missouri.
Walther był nie tylko działaczem kościelnym, ale i autorem wielu dzieł teologicznych. Doprowadził też do powstania komisji śpiewnikowej, która w 1847 roku opracowała nowy zbiór pieśni, Kirchengesangbuch für Evangelisch-Lutherische Gemainden ungeaenderter Augsburgischer Konfession.

## Wybrane dzieła
- Die Stimme unserer Kirche in der Frage von Kirche und Amt (Erlangen, 1852)
- Die rechte Gestalt einer vom Staate unabhängigen evangelisch-luthernischen Ortsgemeinde (St. Louis, 1863)
- Amerikanisch-lutherische Evangelien-Postille (1871)
- Amerikanisch-lutherische Pastoral-Theologie vom Jahr 1872 (1872)
- Lutherische Brosamen (1876)
- Amerikanisch-lutherische Epistel-Postille (1882)

Wydania pośmiertne:
- Ansprachen und Gebete (1888)
- Kasual-Predigten und Reden (1889)
- Die rechte Unterscheidung von Gesetz und Evangelium (1897)
  - Wersja angielska: The Proper Distinction Between Law and Gospel
  - Wersja polska: Prawo i Ewangelia: ze spuścizny pośmiertnej Warszawa 2009 w tłumaczeniu Mariusza Osęki[3]